# Physcomitrium dilatatum
Physcomitrium dilatatum är en bladmossart som beskrevs av Ferdinand François Gabriel Renauld och Jules Cardot 1890. Physcomitrium dilatatum ingår i släktet huvmossor, och familjen Funariaceae. Inga underarter finns listade i Catalogue of Life.